# Sulfotsumoite
La sulfotsumoite è un minerale.